# Bibi Carmen
Bibi Carmen is het 102de album van de stripreeks F.C. De Kampioenen, de strip is getekend door Hec Leemans, met medewerking van Tom Bouden. De strip is uitgegeven op 27 februari 2019 door Standaard Uitgeverij.

## Het verhaal
Carmen heeft een tablet aangeschaft en met de hulp van Paulien leert ze de mogelijkheden van het internet kennen. Niet veel later krijgt ze op een dag een mailtje uit het Zuid-Afrikaanse staatje Oekandana. In die mail zegt een notaris dat ze een villa heeft geërfd van een grootoom, die daar jarenlang woonde, maar ontertussen al is overleden. Carmen is zogezegd zijn enige erfgename, ondanks het feit dat ze nog nooit van die grootoom heeft gehoord. De Kampioenen vinden het allemaal maar vreemd, maar toch vertrekt Carmen samen met Xavier en Nero naar Afrika.

## Hoofdpersonages
- Balthasar Boma
- Fernand Costermans
- Bieke Crucke
- Pascale De Backer
- Maurice De Praetere
- Pol De Tremmerie
- Doortje Van Hoeck
- Marc Vertongen
- Paulien Vertongen
- Carmen Waterslaeghers
- Xavier Waterslaeghers
- Nero

## Gastpersonages
- Adeola
- Angela
- N'Détété
- Kukuwa
- Dokter N'Blabla

Zal 't gaan, ja? · Mijn gedacht! · Buziness is buziness · Vliegende dagschotels · 't Is niet waar, hé? · De dubbele dino's · Kampioen zijn is plezant! · Kampioenen op verplaatsing · Tournee Zénérale · De ontsnapping van Sinterklaas · Xavier in de puree · Het sehks-schandaal · De kampioenen maken een film · Oma Boma · De huilende hooligan · Bij Sjoeke en Sjoeke · Het geval Pascale · De simpele duif · Supermarkske · Supermarkske slaat terug · Kampioenen aan zee · Boma in de coma · De dader heeft het gedaan · De wereldkampioenen · Sergeant Carmen · Het spiedende oog · Vertongen en zoon · Man, man, man! · Stem voor mij! · Gebakken lucht · Kampioenen op wielen · De zeep-serie · Kampioenen in Afrika · Supermarkske op de bres · Agent Vertongen · De trouwpartij · Kampioenen op latten · Buffalo Boma · De vliegende reporter · De groene zwaan · Xavier gaat vreemd · De lastige kampioentjes · Boma in de wellness · De antieke antiquair · Alle hens aan dek  · Supermarkske op het slechte pad  · De schat van de Macboma's · De Jobhopper · De Kampioenen in het circus · 50 Kaarsjes... · Baby Vertongen · De nies van de neus · Don Padre Padrone · De rally van tante Eulalie · Paulientje op de dool · Miss Moeial · Carmen in het nieuw · Het geheim van de kampioentjes · De Afronaut · De erfenis van Maurice · De Kampioenen maken ambras · Oma Boma trainer · DDT doet weer mee · 20 jaar later · De Kampioenen in Pampanero · Kampioentjes verliefd · Supermarkske is weer fit · De pil van Pol · Vertongen Vampier · Fernand gaat trouwen · De verdwenen kampioenen · Xaverius De Grote · Komen vreten · Dolle Door · Hello poepa · De vinnige voetballer · Vijftig tinten paarsblauw · Dokter Jekyll en mister Vertongen · De kampioenen van de filmset · De Kampioentjes en het spookkasteel · De Kampioenen in Rio · Boma op de klippen · Op zoek naar Neroke · Supermarkske bakt ze bruin · De Corsicaanse connectie · De lotto-kampioen · DDT op het witte doek · De geniale djinn · Paniek in de Pussycat · De kampioentjes maken het bont · De malle mascotte · De pakjesoorlog · Supermarkske is weer proper · De tandartsassistente · Maurice de zwijger · Pol en Doortje gaan scheiden · Allemaal cinema! · Boma burgemeester · De nieuwe kolonel · Alles loopt in het honderd · De bucketlist van Xavier · Bibi Carmen · De kampioentjes en de kroonprins · Vrouwen aan de macht · Patatten en saucissen · De bronzen beker · Supermarkske en de 7 dwergen · De Kampioenen trappen door · De grimas van een paljas · De verjaardagstaart · Kampioenen aan het front · Boma in de val · Terug naar Splotsj · Ginette · Gespuis in huis · De knecht van tante Eulalie · De bal is rond · De strijd der titanen